# Takamatsu (stad)
Takamatsu (japanska: 高松市?, Takamatsu-shi) är residensstad i Kagawa prefektur på ön Shikoku i Japan. Staden fick stadsrättigheter 1890 och har sedan 1999
status som kärnstad (japanska: 中核市?, Chūkakushi) enligt lagen om lokalt självstyre.

## Kommunikationer
Seto Ohashi-bron till den japanska huvudön Honshu byggdes 1988 och Takamatsu flygplats stod klar 1989.

## Sevärdheter
Stadens största sevärdhet är Ritsurin-parken (japanska: 栗林公園?, Ritsurin-kōen) skapad under Edoperioden. 

## Sport
Takamatsu Five Arrows spelar i bj-league i professionell basket.

## Vänorter
Takamatsu har tre vänorter
- Saint Petersburg, USA[6]
- Tours, Frankrike[7]
- Nanchang, Kina[8]

## Galleri

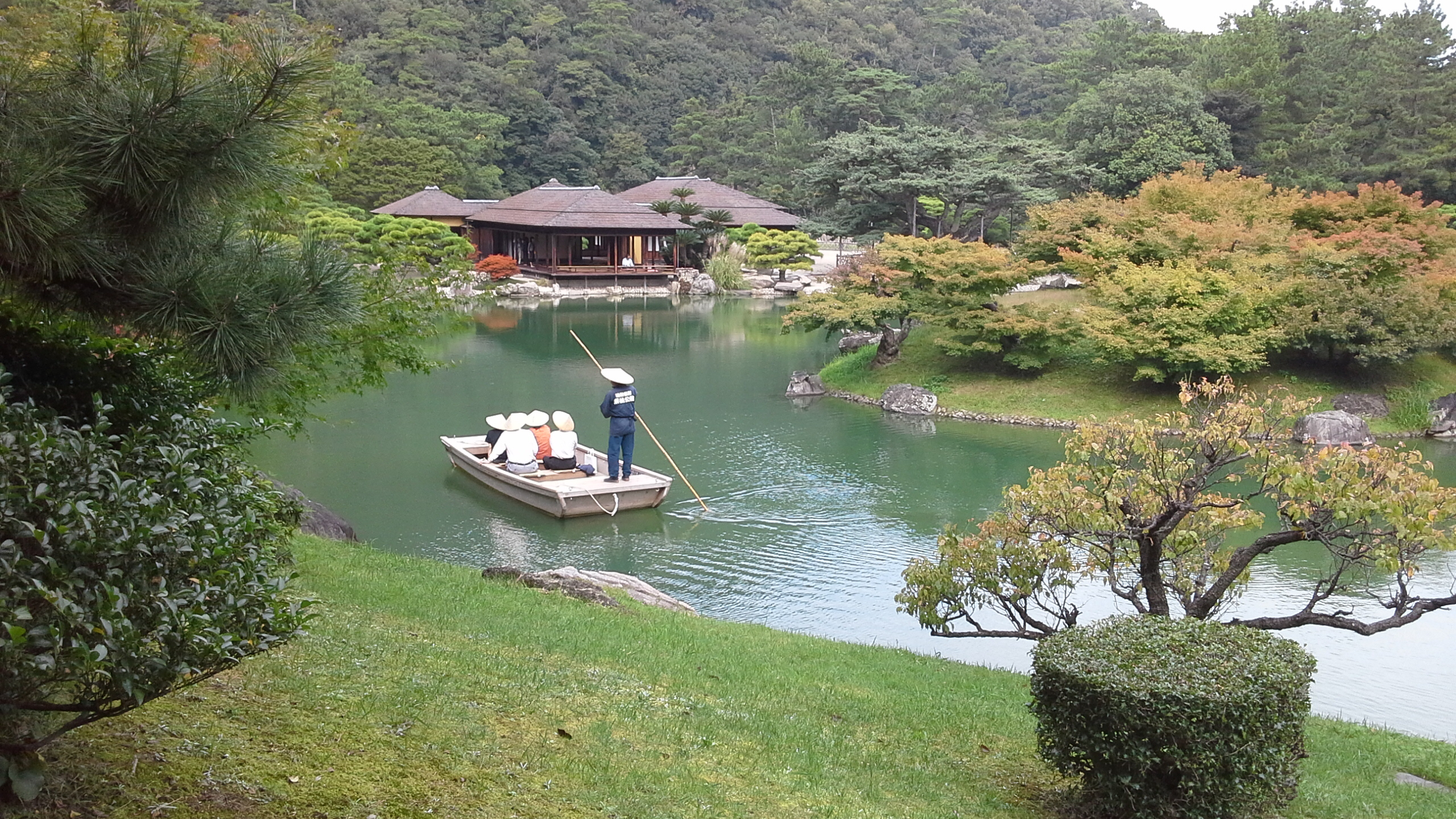
Ritsurin-parken
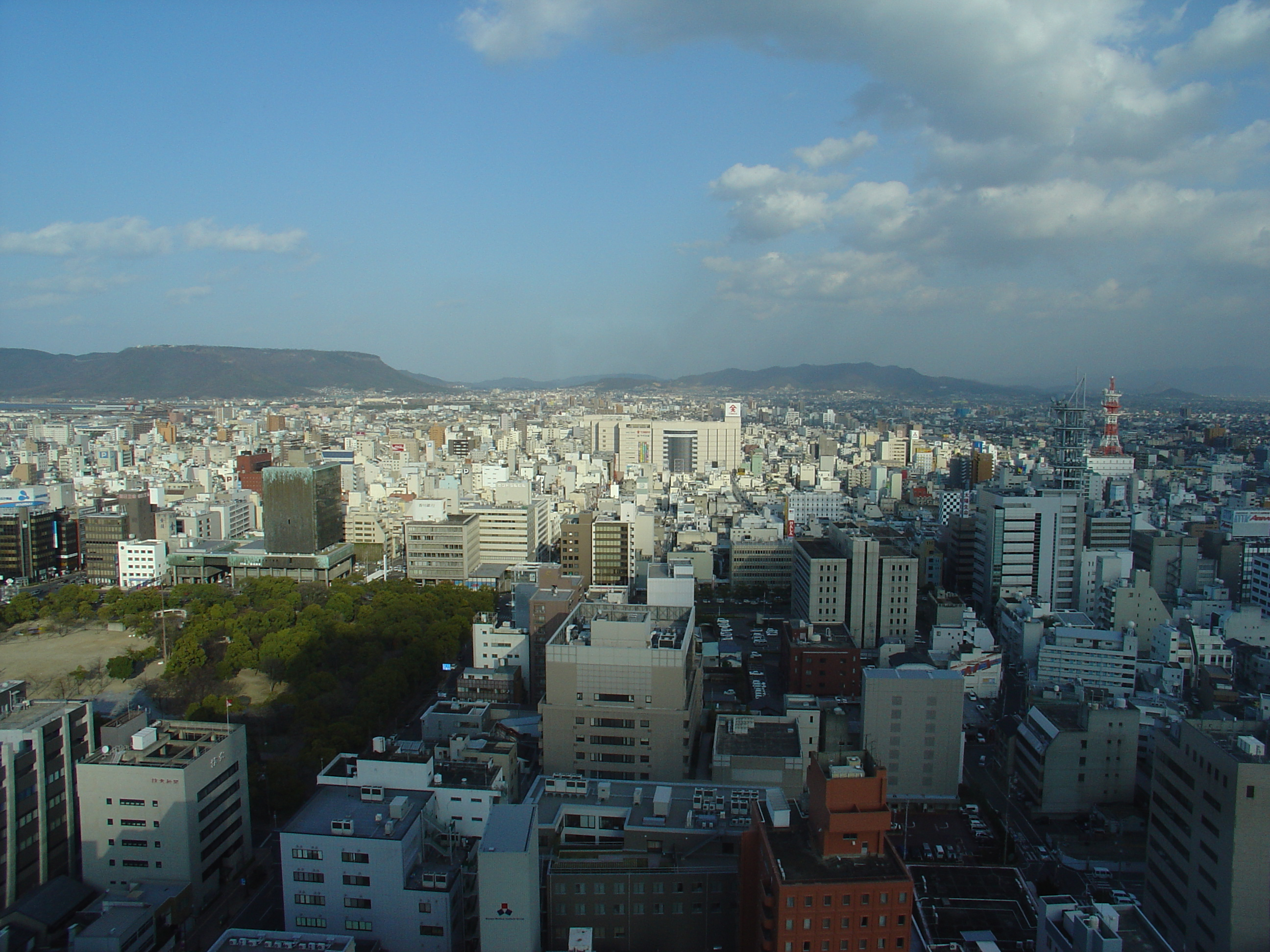
Vy österut från Kawaga-prefekturens kontor
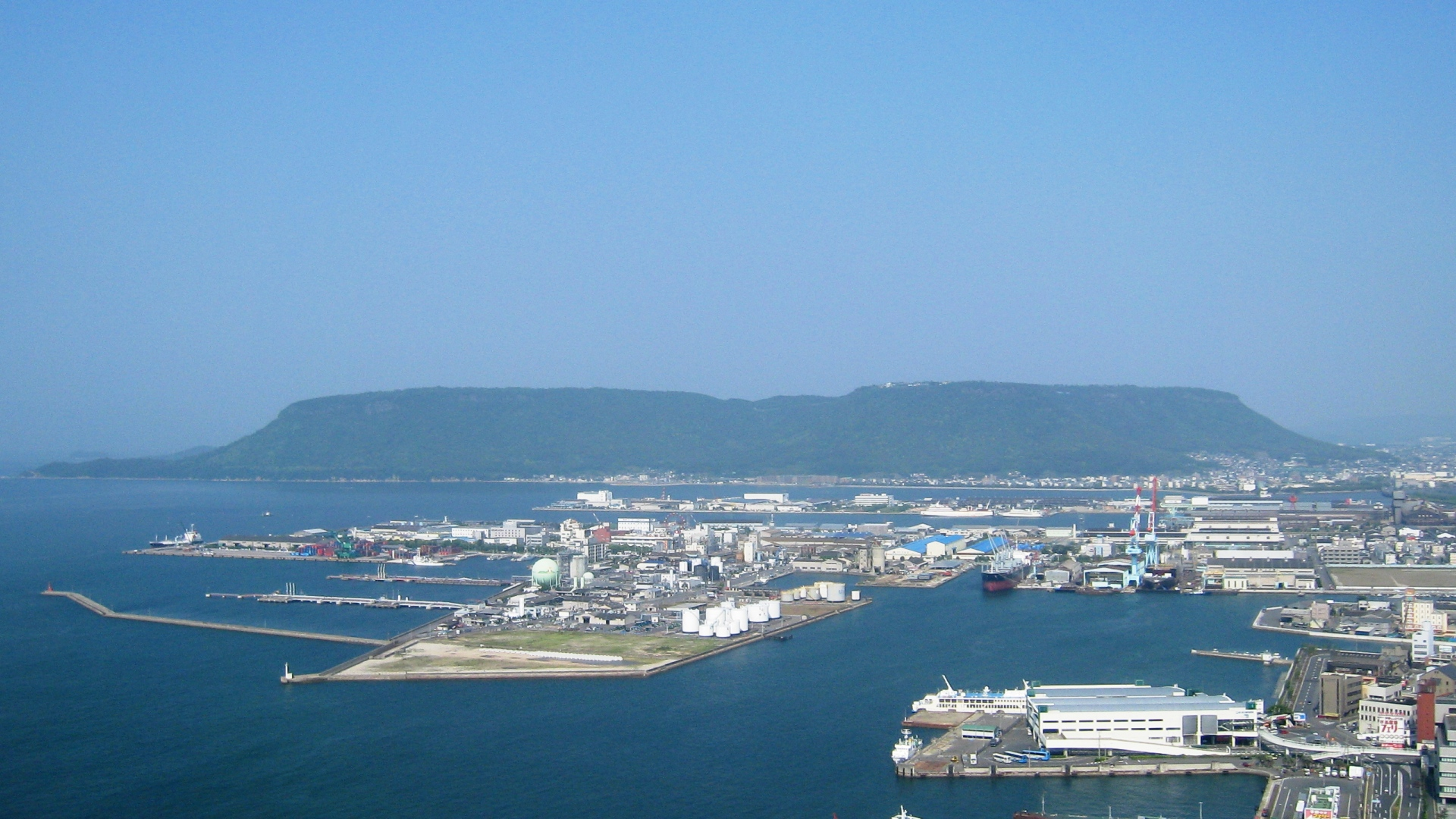
Berget Yashima
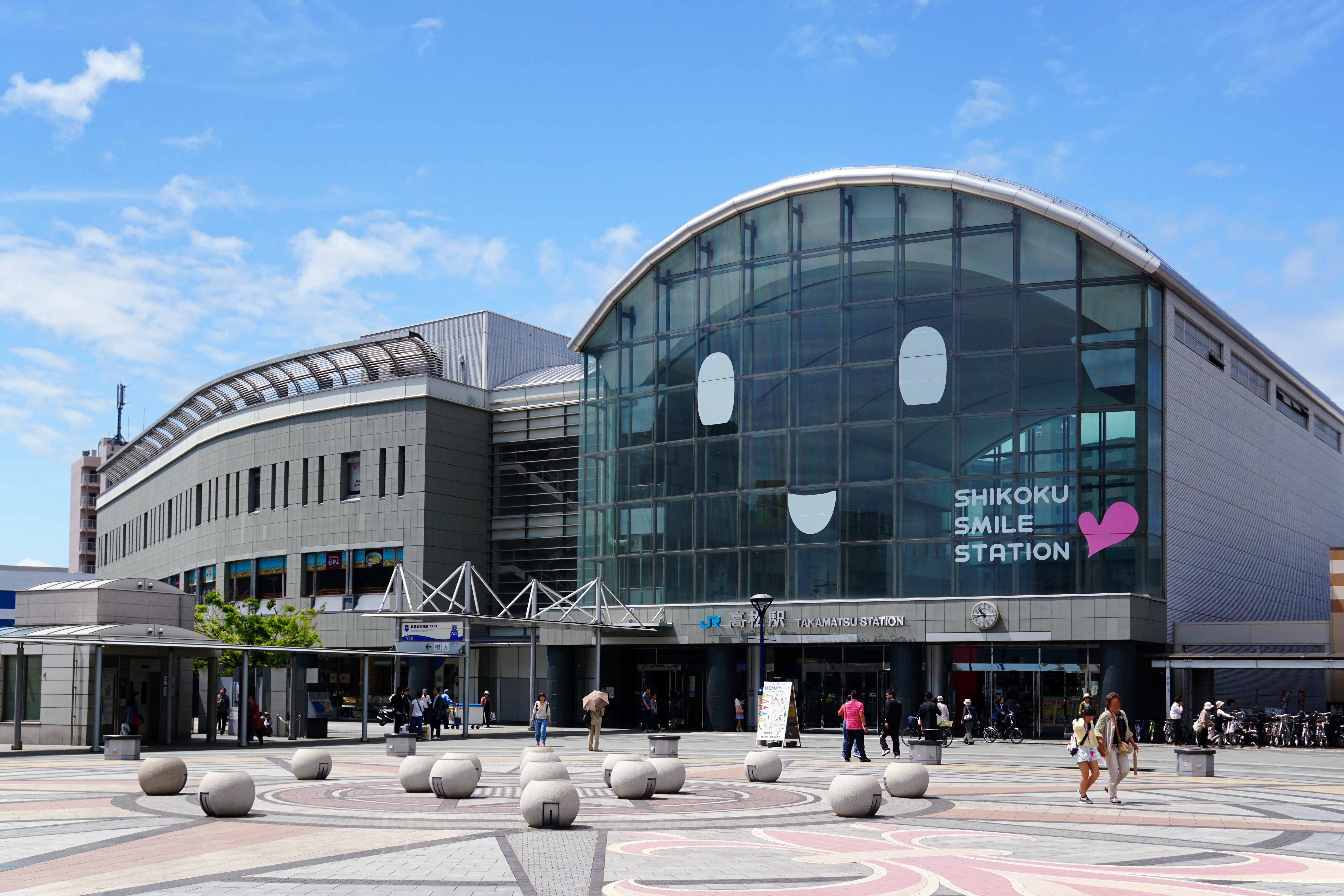
Takamatsu järnvägsstation
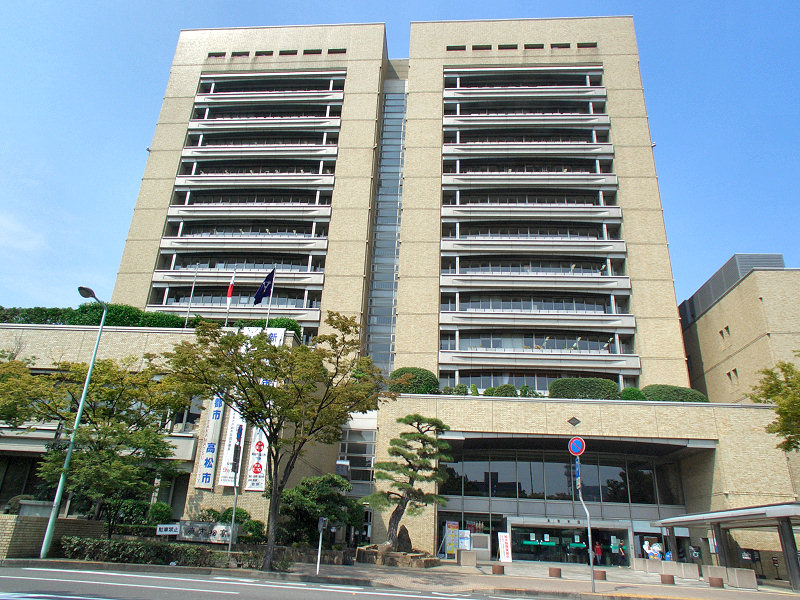
Takamatsu stadshus